# Novembre 1943
Les événements concernant la Seconde Guerre mondiale sont détaillés dans l'article Novembre 1943 (Seconde Guerre mondiale).

## Événements
- À la suite d'une bataille judiciaire, les sœurs Dionne retournent dans leur famille. Elles avaient servi comme attraction touristique depuis leur naissance.
- Création par des communistes roumains exilés en Union soviétique de la division Tudor Vladimirescu, incluse dans l’Armée rouge et recrutée parmi les prisonniers de guerre roumains.
- Début de l'opération Jael menée par les services secrets alliés.

- 1er novembre : début de la campagne de Bougainville (fin le 21 août 1945). Victoire américaine à la bataille de la baie de l'Impératrice Augusta dans la nuit du 1er au 2 novembre.

- 2 novembre - 20 décembre : victoire chinoise sur le Japon à la bataille de Changde.

- 3 novembre : début de l'Aktion Erntefest (extermination par les nazis des Juifs survivants dans le district de Lublin en Pologne).

- 5 - 6 novembre : conférence de la Grande Asie à Tokyo.

- 6 novembre : l’Armée rouge entre dans Kiev évacuée par les Allemands.

- 9 novembre : première exposition Pollock à New York.

- 11 novembre :
  - les Maquis de l'Ain et du Haut-Jura défilent à Oyonnax (Ain) en hommage aux combattants de 1914-1918[1] ;
  - l’ambassadeur Helleu fait arrêter le président du Liban Béchara el-Khoury et le chef du gouvernement Riad al-Sulh, et remplace le président de la République par Émile Eddé (fin le 22 novembre). Un gouvernement « national » libanais se constitue aussitôt dans la montagne, soutenu par le président de Syrie Shukri al-Kuwatli et les Britanniques. Des manifestations violentes éclatent dans tout le pays. Catroux est envoyé d’urgence à Beyrouth et rétablit le statu quo. Dans les mois suivants, la France transfère toutes les compétences étatiques aux gouvernements syriens et libanais. L’indépendance politique est reconnue, mais la France conserve jusqu’à la fin de la guerre le contrôle des troupes spéciales du Levant et conditionne toujours l’indépendance à la conclusion d’un traité.

- 13 novembre : Pétain, qui souhaitait convoquer une Assemblée constituante, est interdit sur les ondes par les Allemands et cesse d'exercer ses fonctions.

- 15 novembre : congrès du parti fasciste républicain à Vérone. Le parti revient à ses origines socialisantes et préconise la fin du capitalisme. La socialisation des moyens de production devient le principal objectif de la « République sociale italienne ».

- 21 - 23 novembre : opération Galvanic. Attaques amphibies des forces de l’amiral américain Chester Nimitz contre les îles Gilbert. Après trois mois de combats très durs, les marines s’emparent de Tarawa et de Makin.

- 22 novembre : conférence du Caire, qui réunit Churchill, Roosevelt et Tchang Kaï-chek. Les Alliés s’engagent à intervenir contre les Japonais en Birmanie. Il est décidé que le Japon devra restituer après la défaite tous les territoires conquis.

- 25 novembre :
  - « Saint-Barthélemy grenobloise » : assassinat de 11 membres de la résistance et morts en déportation du même nombre ;
  - rafle de Clermont-Ferrand : arrestation puis déportation de 110 étudiants et enseignants étrangers, Juifs ou résistants à l'Université de Strasbourg réfugiée à Clermont-Ferrand.

- 26 novembre :
  - Victoire américaine à la bataille du cap Saint-Georges.
  - La Colombie entre en guerre[2] ;
- chute de Gomel, en Biélorussie, dernier point d’appui allemand à l’est du Dniepr.

- 27 novembre[3] : le colonel Juan Perón est nommé ministre du Travail et de la Prévision en Argentine.

- 28 novembre : la conférence de Téhéran, qui réunit pour la première fois Joseph Staline, Franklin Roosevelt et Winston Churchill commence (fin le 1er décembre). De nombreuses discussions ont été consacrées au plan de débarquement en France (opération Overlord), fixé au printemps 1944. La question territoriale polonaise n’est pas résolue, pas plus que celle de l’organisation future de l’Allemagne, pour laquelle différents plans de démembrement sont envisagés.

- 29 novembre (Yougoslavie occupée) : le Conseil antifasciste de libération nationale de Yougoslavie, installé à Jajce, proclame le Comité national de libération de la Yougoslavie, un gouvernement provisoire présidé par Tito, qui se présente comme le seul gouvernement légitime de la Yougoslavie et refuse de reconnaître l’autorité du gouvernement royal en exil. La rupture avec le roi Pierre II est écartée provisoirement grâce à la médiation des Britanniques. Le Conseil est représenté dans le gouvernement en exil et Tito, élevé au rang de maréchal, remplace Draža Mihajlović comme commandant en chef de l’armée yougoslave. Le Conseil antifasciste de libération nationale décide de transformer la Yougoslavie en un État fédéral et socialiste.

- 30 novembre : premier vol opérationnel de l'hydravion géant Martin JRM Mars de la marine américaine.

## Naissances
- 1er novembre :
  - Salvatore Adamo, chanteur belge.
  - Jacques Attali, économiste, écrivain et haut fonctionnaire français.
  - Bernard Attali, dirigeant d'entreprises et haut fonctionnaire français.
- 7 novembre :
  - Silvia Cartwright, femme politique gouverneur général de Nouvelle-Zélande.
  - Joni Mitchell, musicienne et peintre canadienne.
  - Khalifa Haftar, général libyen.
- 10 novembre : Ruth Henig, historienne et politicienne britannique († 29 février 2024).
- 13 novembre : 
  - André-Gilles Fortin, chef du Parti Crédit social du Canada.
  - Raj Loomba, pair, homme politique et philanthrope britannique
  - Clément Mouamba, homme politique congolais (RC) († 29 octobre 2021).
- 15 novembre : Arsenio Lope Huerta, écrivain, avocat économiste et homme politique espagnol († 2 janvier 2021).
- 18 novembre : Leonardo Sandri, cardinal argentin, préfet de la Congrégation des Églises orientales.
- 19 novembre : Marie Dabadie, journaliste, productrice de films française († 25 décembre 2023).
- 21 novembre : Denise Savoie, femme politique canadienne.
- 22 novembre :
  - Jean-Louis Bruguès, évêque catholique français de la Curie romaine, secrétaire de la congrégation pour l'éducation catholique.
  - Billie Jean King, championne de tennis américaine.
- 23 novembre : Denis Sassou-Nguesso, président de la République du Congo depuis 1997.
- 24 novembre : Kuniwo Nakamura, personnalité politique palaois († 14 octobre 2020).
- 26 novembre : Bruce Paltrow, réalisateur, producteur et scénariste américain et père de Gwyneth Paltrow.
- 27 novembre : Jean-Marie Apostolidès, écrivain français († 24 mars 2023).
- 28 novembre : Randy Newman, auteur, compositeur, interprète, pianiste américaine.
- 29 novembre, Gilles Brenta, peintre belge.
- 30 novembre : Annette Messager, artiste française en Art Contemporain.

## Décès
- 13 novembre : Maurice Denis, peintre nabis.
- 14 novembre : Ugo Cavallero, 63 ans, militaire et homme politique italien, promu maréchal d'Italie en 1942. (° 20 septembre 1880).